# Coves d'Artà
Coves d'Artà är en grotta i Spanien.   Den ligger i regionen Balearerna, i den östra delen av landet, 600 km öster om huvudstaden Madrid. Coves d'Artà ligger 170 meter över havet. Den ligger på ön Mallorca.
Terrängen runt Coves d'Artà är varierad. Havet är nära Coves d'Artà åt sydost.  Närmaste större samhälle är Capdepera, 5,3 km norr om Coves d'Artà. 